# Bairisch Kölldorf
Bairisch Kölldorf är en ort i  kommunen Bad Gleichenberg i Österrike. Den ligger i distriktet Südoststeiermark i förbundslandet Steiermark.
Bairisch Kölldorf var tidigare en självständig kommun, men blev den 1 januari 2015 en del av kommunen Bad Gleichenberg.